# Sri Lankan Airlines
You're Our World
Sri Lankan Airlines Limited (en cingalais : ශ්‍රී ලංකන් ගුවන් සේවය, en  tamoul : ஸ்ரீலங்கன் ஏர்லைன்ஸ்) est la compagnie aérienne nationale du Sri Lanka.
Anciennement connue sous le nom de Air Ceylon puis Air Lanka, elle dessert aujourd'hui un très grand nombre de destinations en Europe et Asie. Son hub principal est situé sur l'aéroport international Bandaranaike.
Elle est membre de l'alliance Oneworld depuis le 1er mai 2014.

## Histoire

### De 1947 à 1978

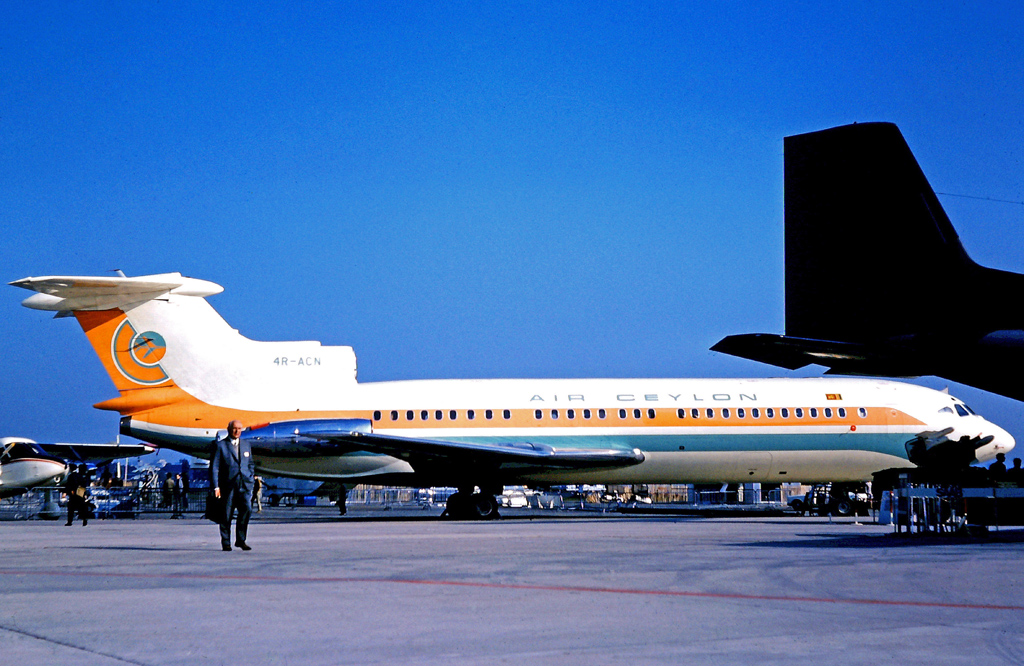
Un Hawker-Siddeley Trident de la Air Ceylon au Salon du Bourget en 1969, juste avant d'être livré à la compagnie.

Air Ceylon a été fondée en 1947 comme compagnie aérienne nationale du Sri Lanka, basée à l'aéroport de Ratmalana.
Initialement prévue pour des vols intérieurs avec des Douglas C-47 Dakota, elle commença à exploiter des vols internationaux avec des Douglas DC-4 en 1949, en coopération avec l'Australian National Airways qui acquit 49 % d'Air Ceylon. La plus longue route parcourue à cette époque était vers l'aéroport de Londres Heathrow.
Le partenariat avec la compagnie australienne a pris fin en 1953, et a été remplacé par une nouvelle coopération internationale en 1956 avec KLM, qui inclut la location de deux Lockheed Constellation pour les vols longs courriers, puis en 1962 avec la BOAC, permettant ainsi la reprise des vols vers Londres avec le Havilland Comet.
Au milieu des années 1960, le Hawker Siddeley HS.748 devenait l'appareil le plus utilisé de la compagnie pour ses vols moyens courriers avec l'Aérospatiale N262. Lorsque la construction de l'Aéroport international Bandaranaike fut achevée en 1967, Air Ceylon y a ouvert son hub. Un Hawker-Siddeley Trident a été acquis en 1969 pour exploiter des lignes régionales.
En 1972, UTA devient un partenaire de la compagnie, introduisant des avions français dans la flotte. Le 31 mars 1977, la compagnie française met fin à leur partenariat, laissant alors Air Ceylon sans partenaire européen. En 1978, Air Ceylon ferme ses portes par décision du gouvernement sri-lankais pour cause de faillite. En 1979, Air Lanka devient la compagnie aérienne nationale.

### De 1979 à nos jours
Air Lanka dispose initialement de deux Boeing 707 pris en leasing chez Singapore Airlines, plus un Boeing 737. Son premier avion widebody, un Lockheed L-1011 TriStar, est mis en service en novembre 1980, suivi d’un deuxième en avril 1982, deux autres permettant la mise à la retraite des 707. Le premier Boeing 747-200B « King Vijaya » arrive en 1985, suivi d’un deuxième, pour les vols vers l’Europe et l’Asie du Sud-Est. Son premier Airbus est livré en 1995, un A320-200, les A340-300 arrivant en 1995 et les A330-200 en 1999.

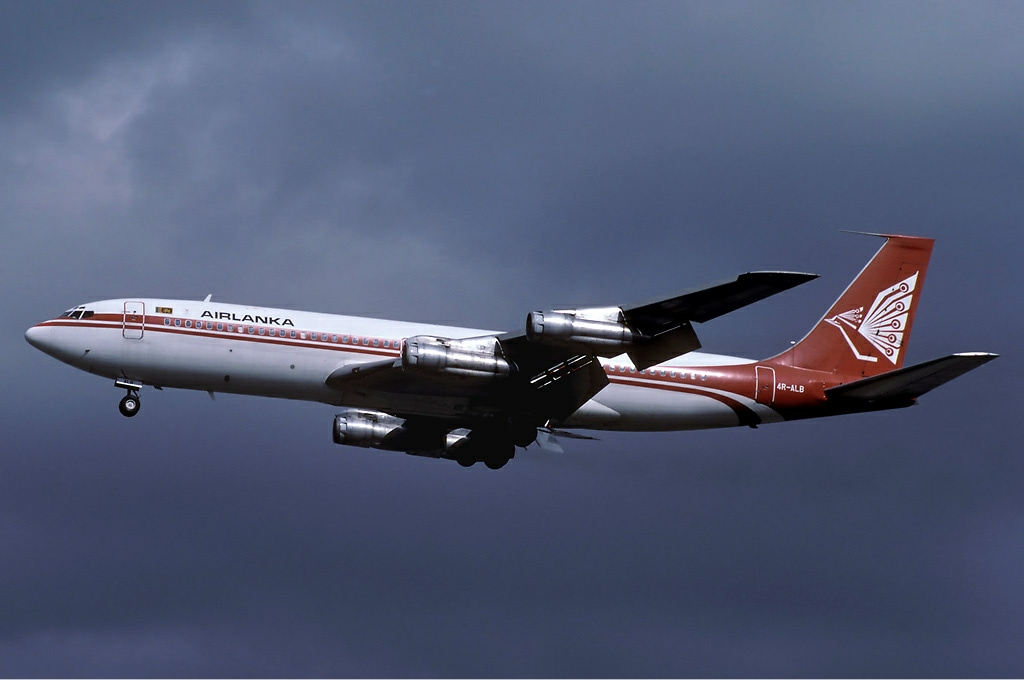
B707 d'Air Lanka.
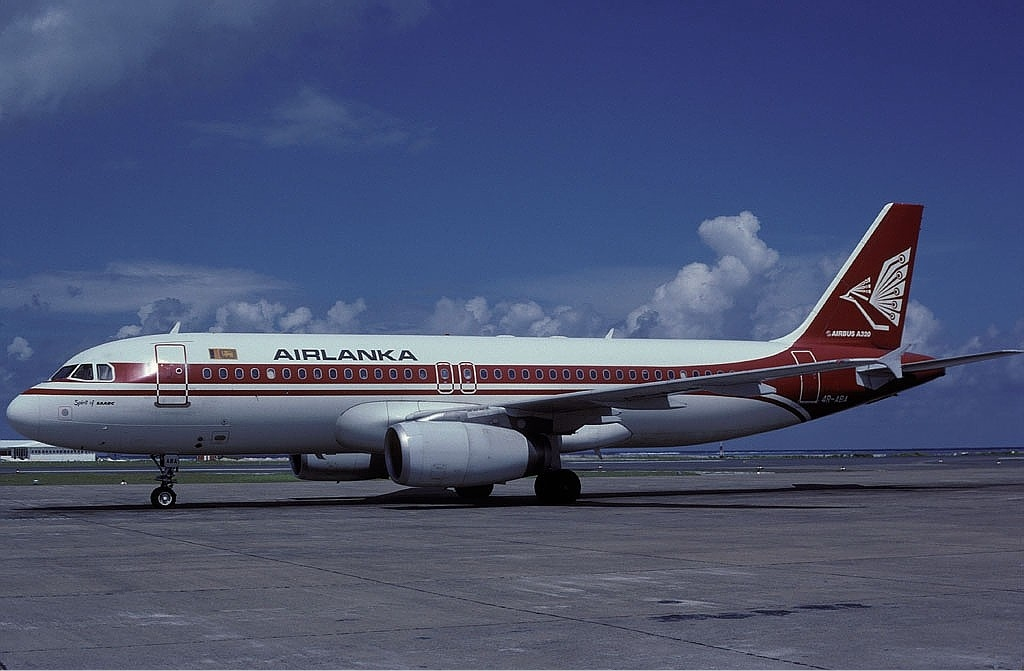
A320-200 d'Air Lanka.
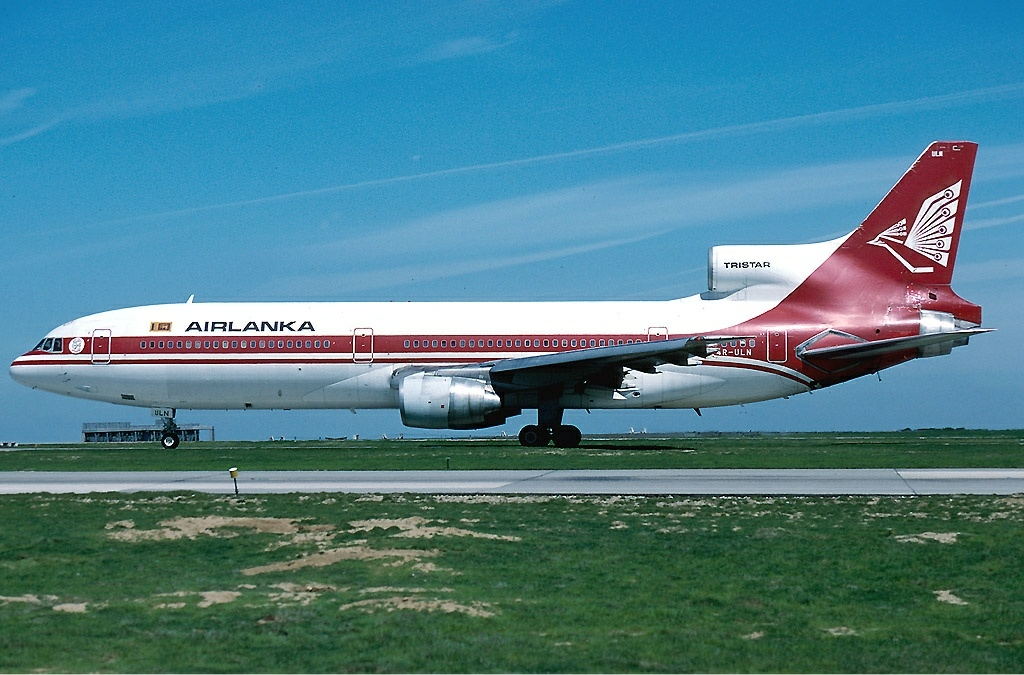
Tristar de Air Lanka.
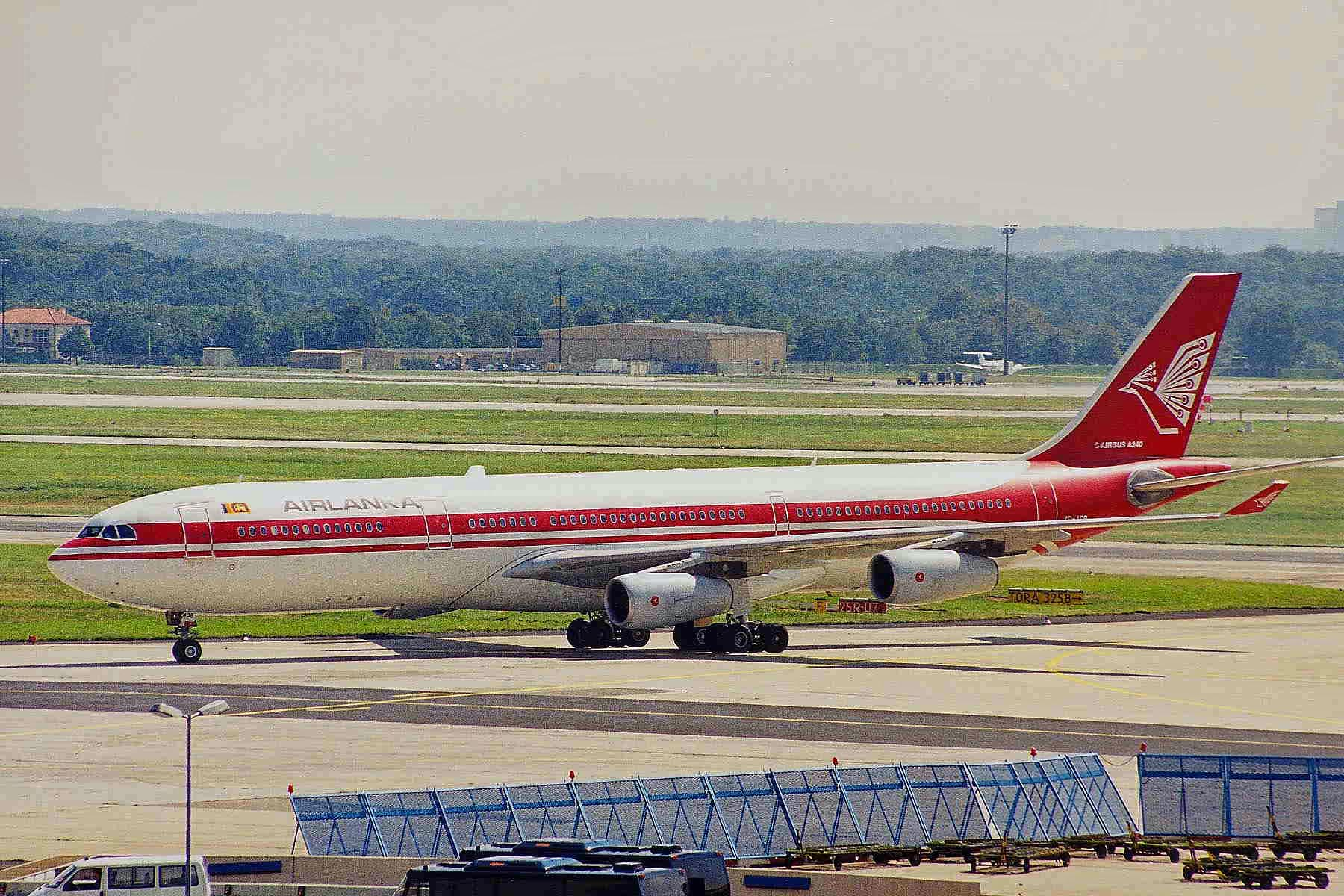
A340-300 d'Air Lanka.

En 1998, Air Lanka est partiellement privatisée, le groupe Emirates prenant 40 % du capital et signant un accord stratégique de dix ans qui lui donne le contrôle de l’investissement et des opérations. La compagnie prend le nom de SriLankan Airlines la même année. En 2008, Emirates décide de ne pas renouveler son contrat, accusant le gouvernement du Sri Lanka d’avoir invalidé le permis de travail du PDG qu’elle avait nommé, Peter Hill, pour avoir refusé de débarquer des passagers d’un vol complet pour laisser la place au président et son entourage.
Le rachat de ses actions (43,6 %) par le gouvernement est finalisé en 2010.
En 2012, SriLankan Airlines annonce qu’elle rejoindra l’alliance Oneworld l’année suivante, une intégration repoussée à début 2014. Elle est alors la première compagnie du sous-continent indien à rejoindre une alliance mondiale.

## Identité corporative

### Livrée et logo

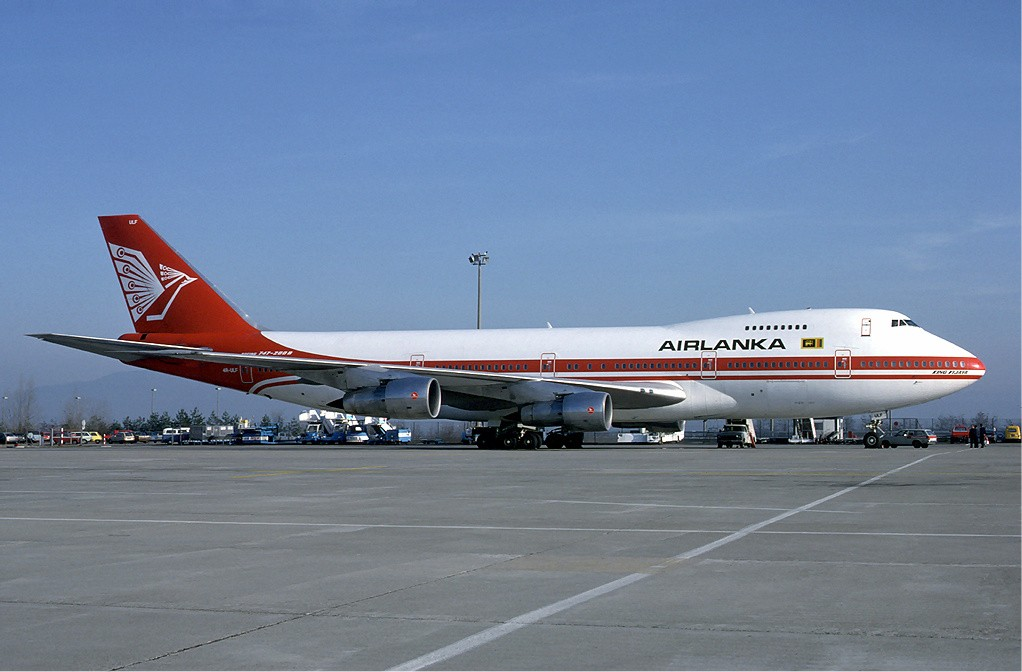
B747-200 d'Air Lanka.

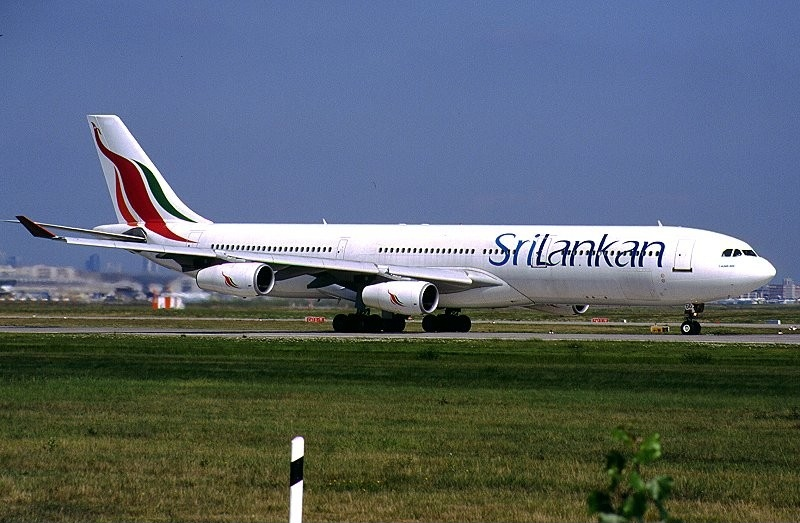
A340-300 de la Sri Lankan Airlines.

De 1979 à 2000, Sri Lankan Airlines (Air Lanka), utilisait une livrée comportant un fuselage blanc avec la dénomination « Air Lanka » en noir suivie du drapeau sri-lankais, des bandes rouges qui se prolongent sur toute la longueur du fuselage et une dérive rouge sur lequel on trouve un paon stylisé.
Depuis 2000, Sri Lankan Airlines utilise une livrée de type « Eurowhite », comportant un fuselage blanc avec la dénomination « Sri Lankan Airlines » en bleu turquoise et bleu marine ainsi qu'un faisan stylisé rouge aux ailes vertes et orange sur la dérive de ses appareils. Cette livrée a été adoptée à la suite du partenariat stratégique fait avec Emirates en 1998.
On peut d'ailleurs remarquer des similitudes dans le design utilisé par les deux compagnies.
En mai 2014, un Airbus A330 a été peint avec la livrée Oneworld pour commémorer l'entrée de la compagnie dans l'alliance.
Afin de promouvoir le tourisme au Sri Lanka, certains avions ont des stickers touristiques sur l'arrière et les nouveaux avions livrés à la compagnie ont le bas du fuselage peint en bleu avec écrit « Visit Sri Lanka » en blanc.

### Uniforme
L'uniforme de la compagnie tire son inspiration d'un genre rare d'oiseau, le paon. Et la couleur principale ressemble à la plume de paon, tout à fait unique et spéciale.
Ces uniformes restèrent les mêmes de 1979 jusqu'en février 2010, date à laquelle un nouvel uniforme a été introduit.

### Slogans
- « It's a taste of paradise » (Air Lanka)

- « You're Our World » (Sri Lankan Airlines)

## Flotte

### Flotte actuelle

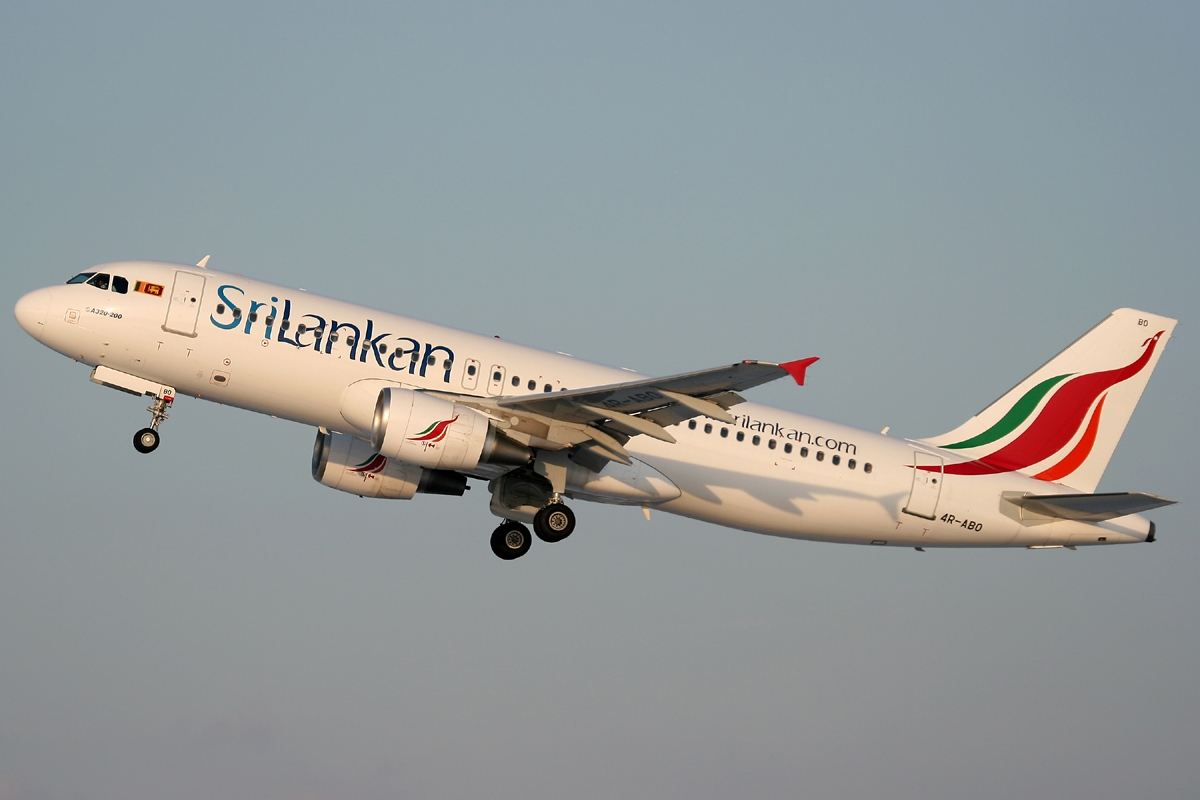
Airbus A320-214 de Sri Lankan Airlines

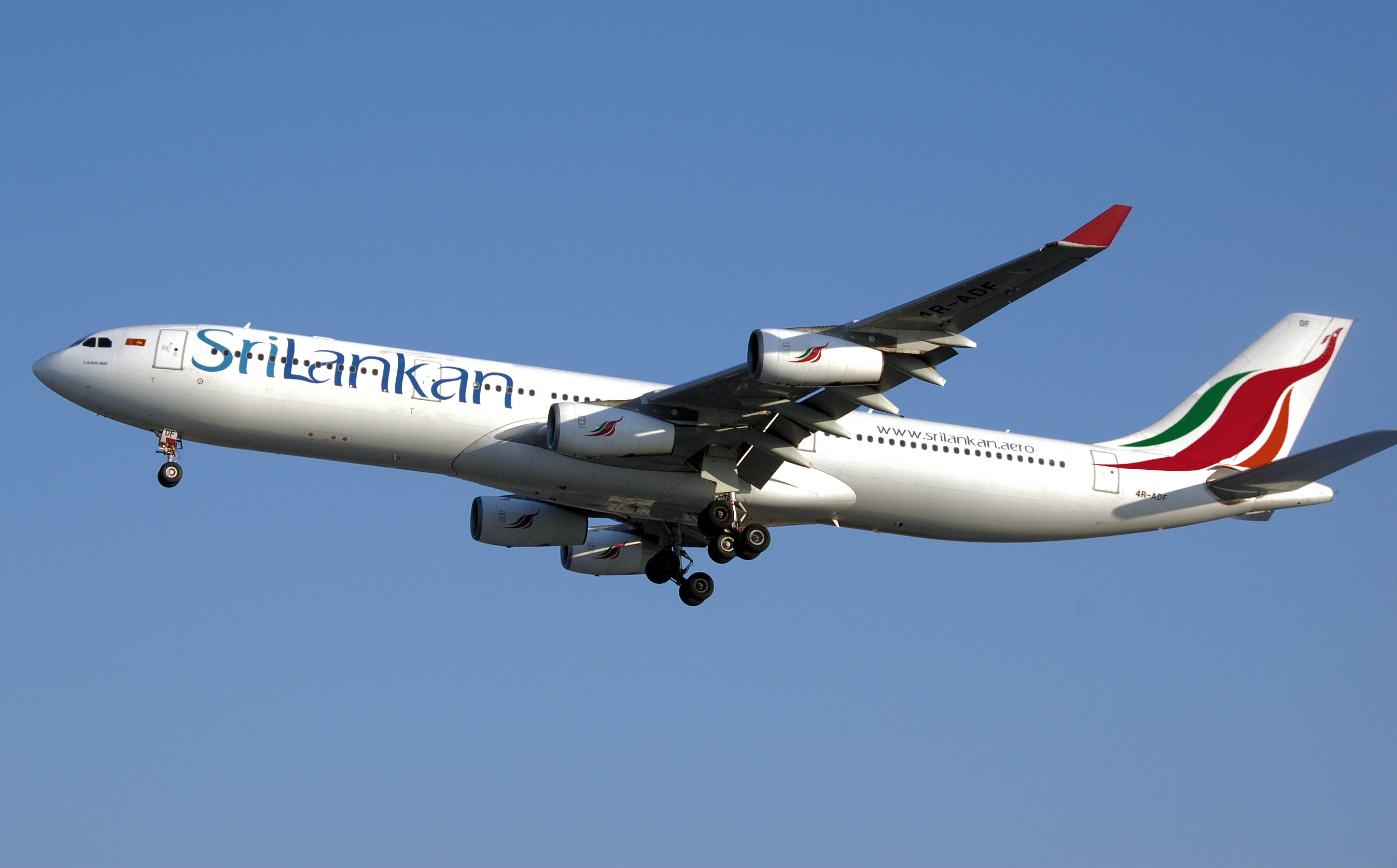
Airbus A340-300 en approche à Heathrow.

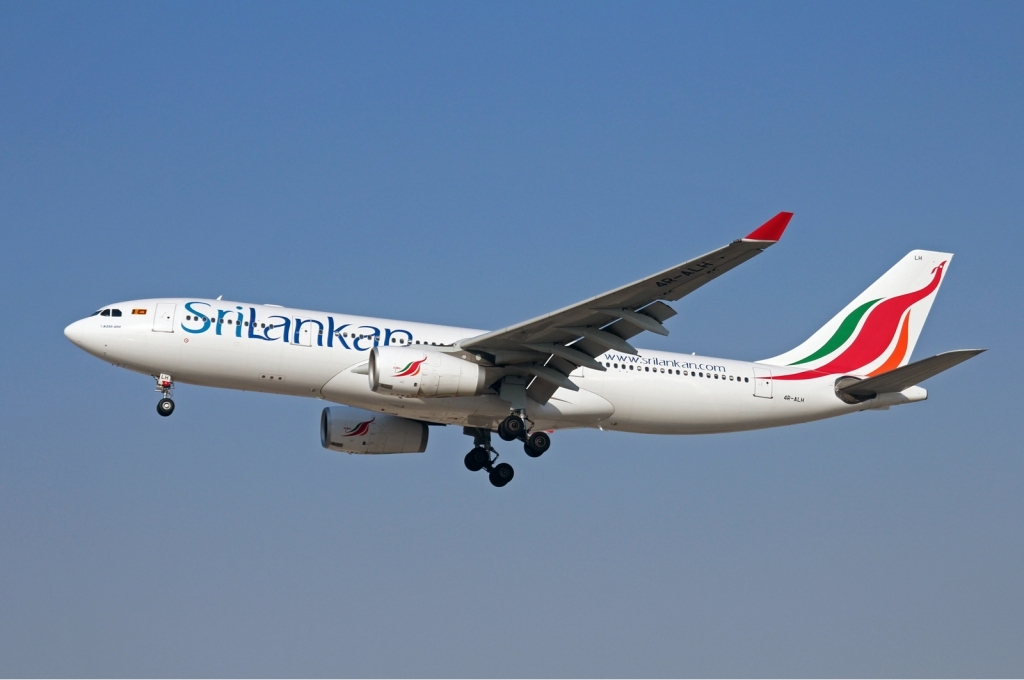
Airbus A330-200

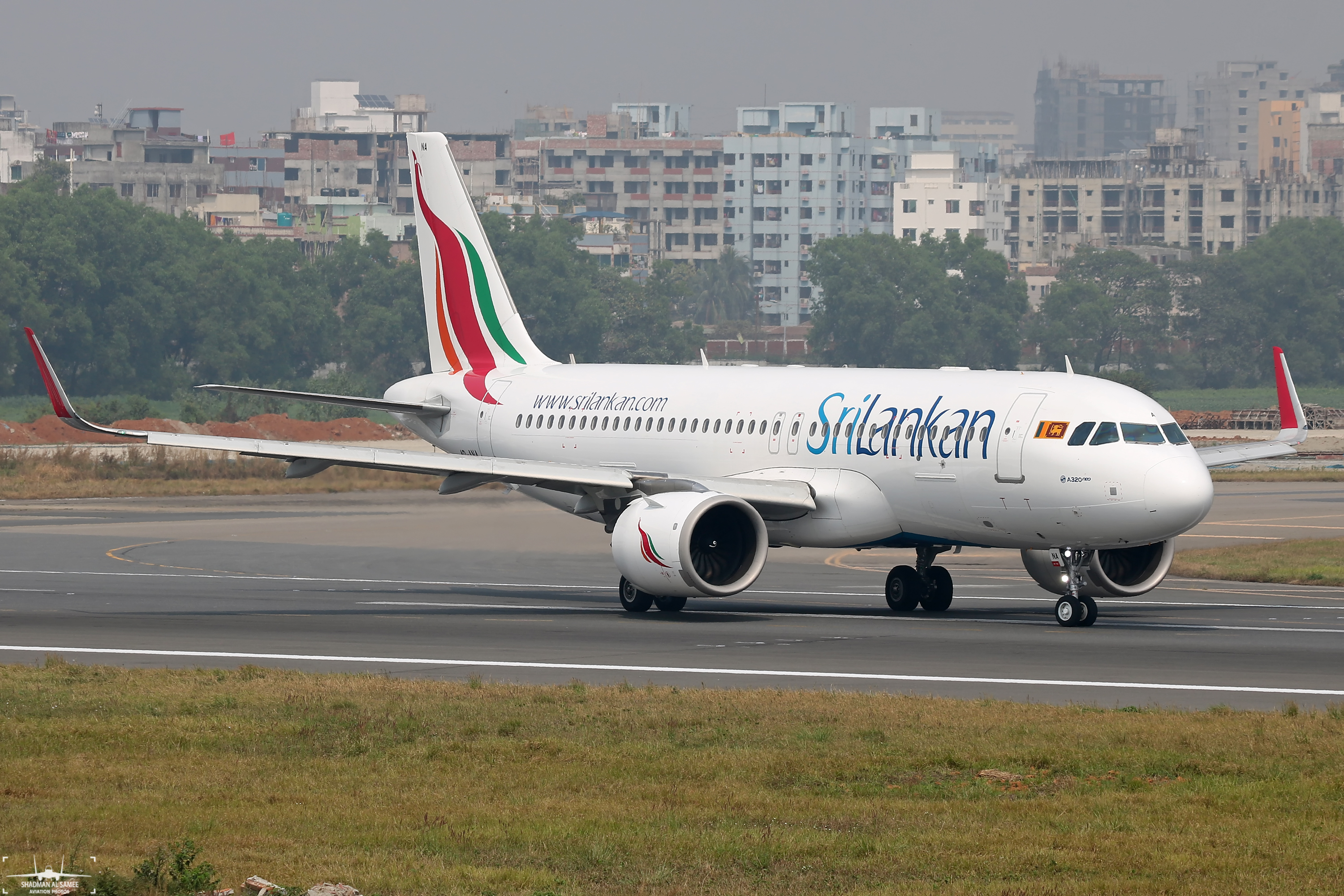
Airbus A320neo de Sri Lankan AIrlines

Au mois de janvier 2023, les appareils suivants sont en service au sein de la flotte de la Sri Lankan Airlines,. L'âge moyen de la flotte est 11,3 ans.
Le 19 juin 2013, la compagnie nationale du Sri Lanka a annoncé au Salon du Bourget la commande de quatre Airbus A350−900 et de six A330−300, pour un montant de 2,6 milliards de dollars (prix catalogue). SriLankan Airlines dispose actuellement d’une flotte 100% Airbus.

### Politique de flotte
La SriLankan Airlines possède une flotte d'avions techniquement proches afin de créer des « effets de famille ». Ainsi, le personnel d'équipage et de maintenance formé sur un avion peut travailler sur tous les autres appareils de la même famille sans formation supplémentaire, les appareils ayant les mêmes caractéristiques.
Ce faisant, SriLankan Airlines réduit les coûts de maintenance de ses avions ainsi que les coûts de formation de l'équipage. Le plan d'investissement pour la flotte de la compagnie répond entièrement à ce schéma.
La compagnie cherche également à se constituer une flotte moderne pour offrir un meilleur confort à ses passagers et bénéficier des derniers progrès en matière d'économie d'énergie, ce qui lui permet de réduire ses coûts et de donner l'image d'une compagnie soucieuse de l'environnement

#### Flotte long-courrier
Un vol est considéré comme long-courrier au-delà de cinq heures.
SriLankan Airlines possède 13 appareils longs-courriers dont l'âge moyen (en février 2013) est de 9 ans.
Dans les années 1980, la compagnie a exploité des Boeing 707, Boeing 747-200B et des Lockheed TriStar pour ses vols longs-courriers. À partir des années 1990, la compagnie renouvelle progressivement sa flotte longs-courriers pour ainsi avoir au début de l'an 2000, une flotte de longs-courriers composée exclusivement d'A330 et d'A340 d'Airbus.

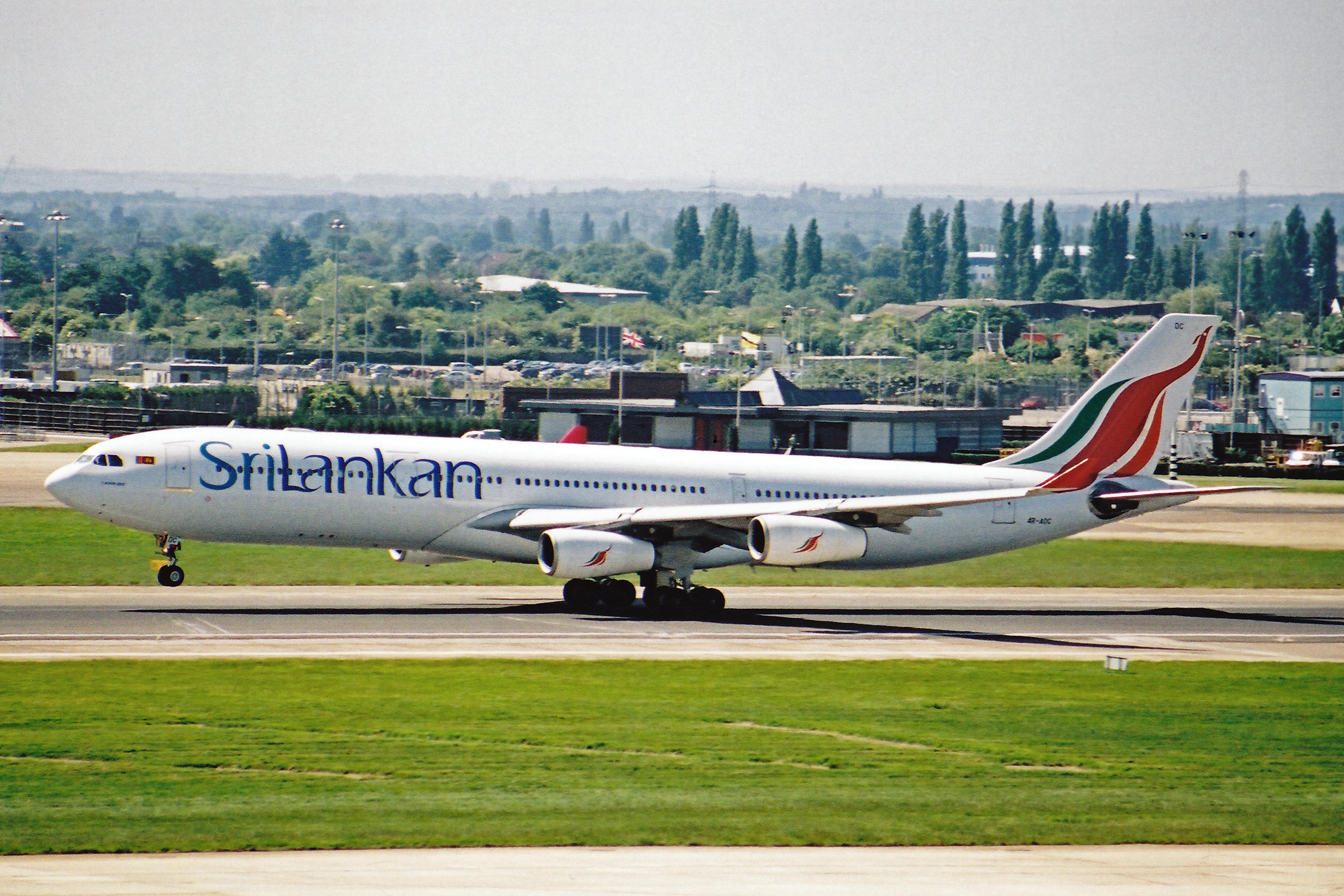
SriLankan Airlines A340-300.
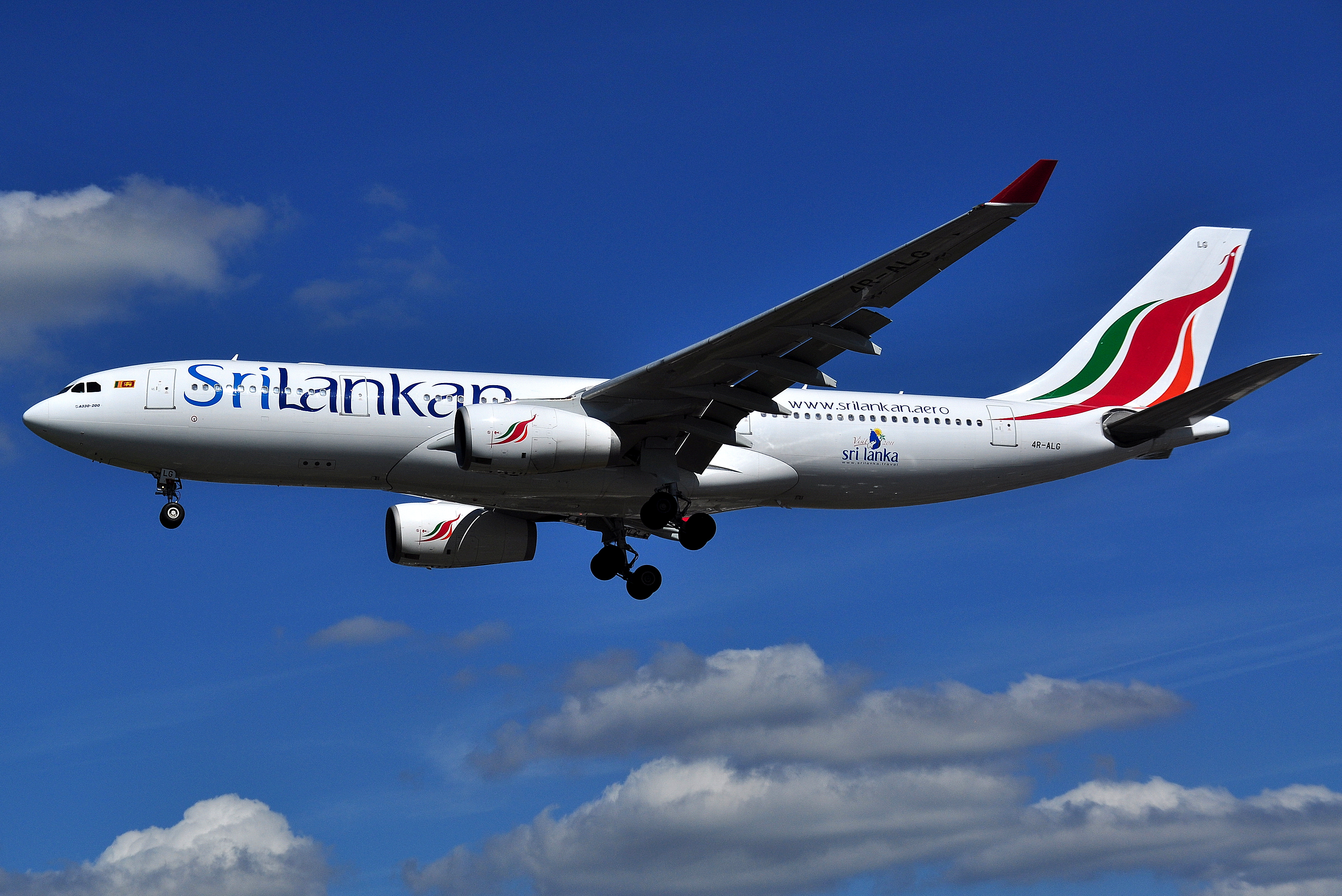
SriLankan Airlines A330-200.
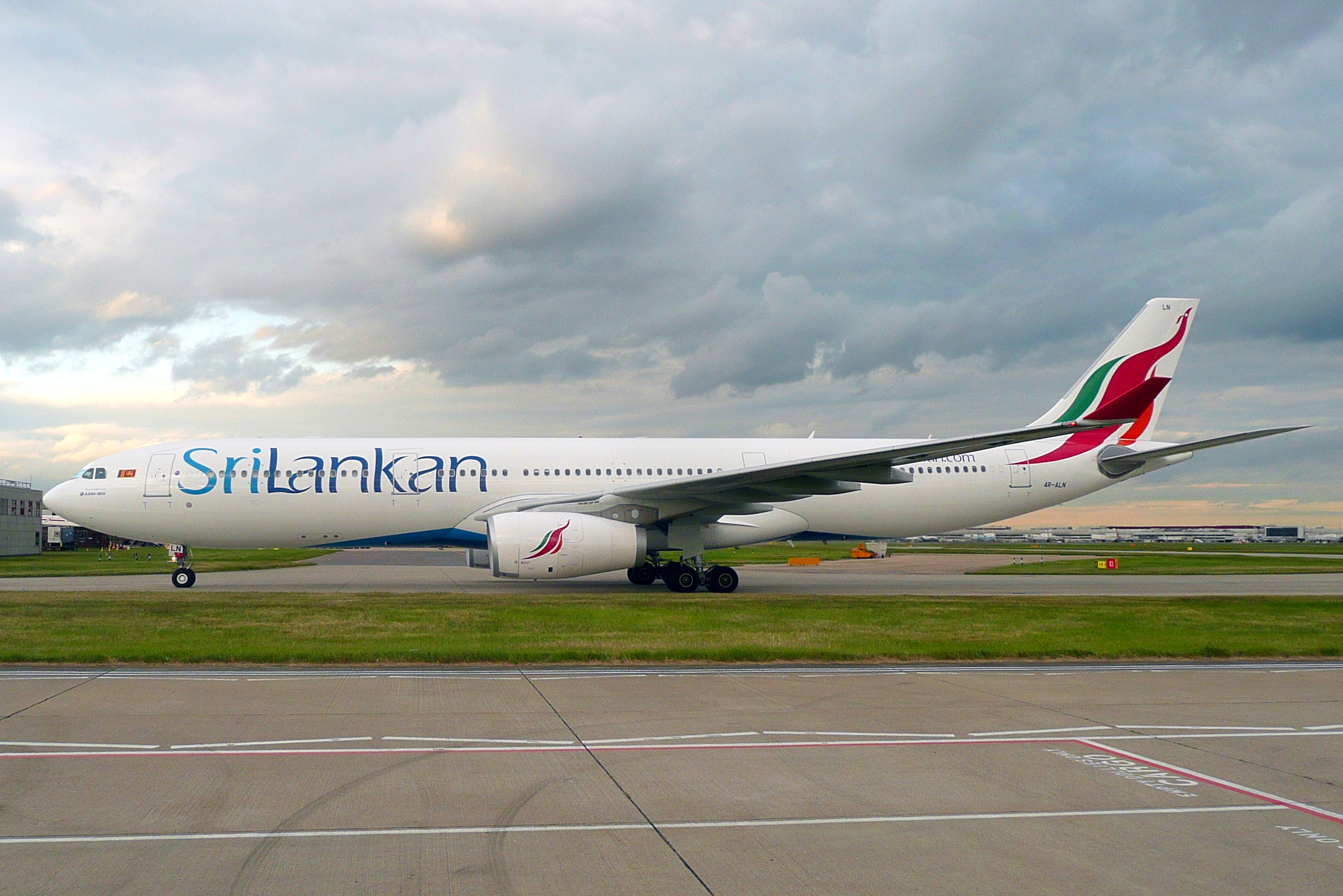
SriLankan Airlines A330-300.

#### Flotte moyen-courrier
Un vol est considéré comme moyen courrier lorsqu'il n'excède pas cinq heures.
SriLankan Airlines a choisi 2 Airbus A321 et 6 Airbus A320, pour constituer sa flotte de 8 appareils moyen-courrier.

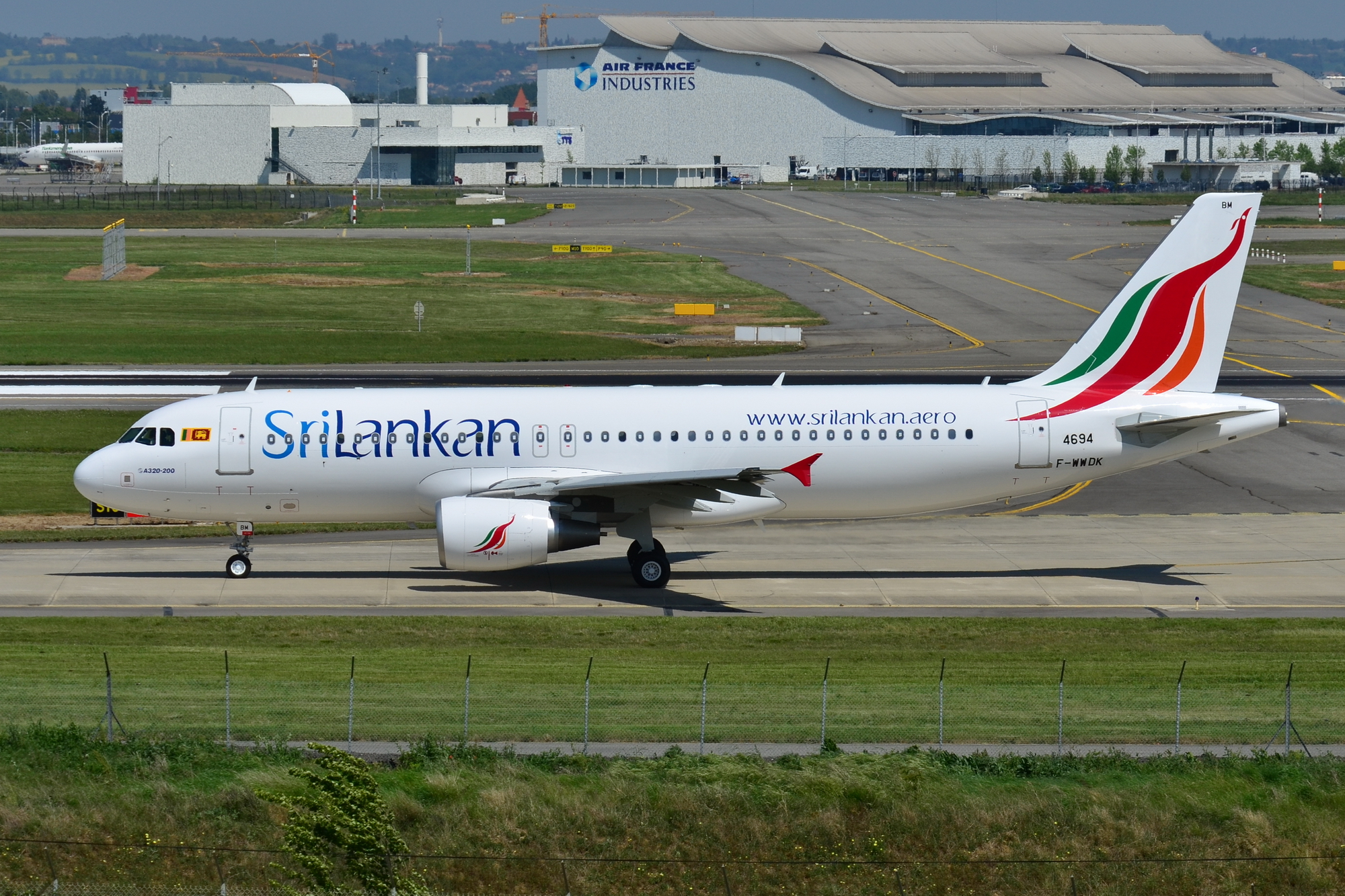
SriLankan Airlines A320-200
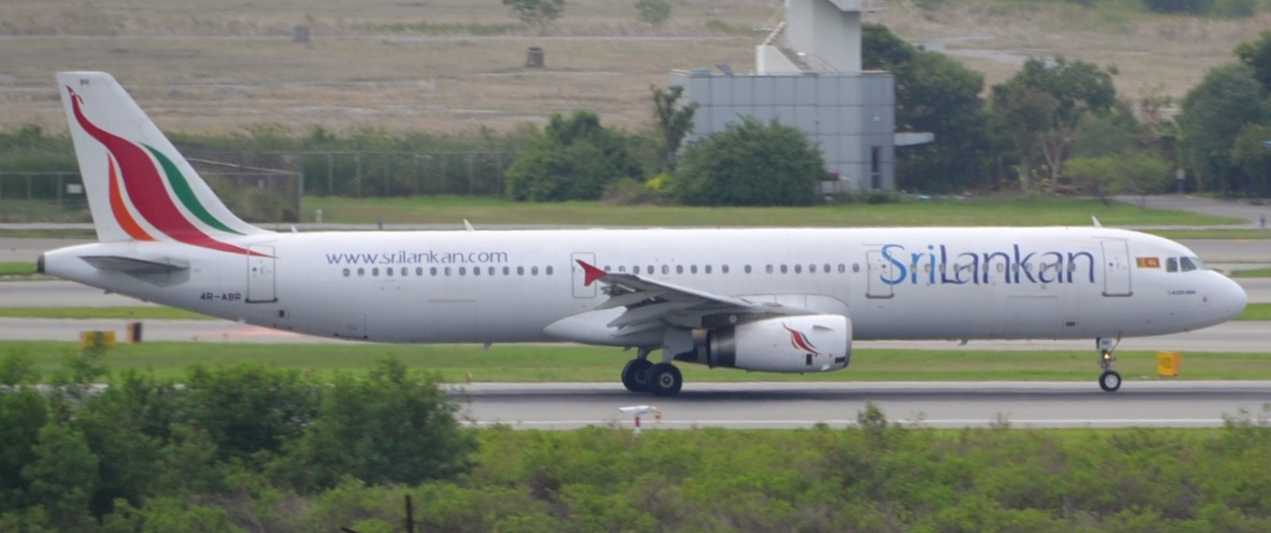
SriLankan Airlines A321

#### Flotte régionale: SriLankan AirTaxi
Un vol est considéré comme court-courrier lorsqu'il n'excède pas trois heures.
SriLankan Airlines possède deux Twin Otter exploités par sa filiale SriLankan AirTaxi pour assurer les vols intérieurs au Sri Lanka.
Ces avions ont la capacité d'amerrir et ont pour hub l'hydrodrome de Peliyagoda sur la rivière de Kelani.
La filiale partage ses codes avec Cinnamon Air.

#### Flotte historique
Au cours des années, SriLankan Airlines a fait voler les appareils suivants

## Destinations
Depuis mars 2015, SriLankan Airlines dessert 96 destinations dans 49 pays (partage de codes inclus)
et reste la plus grande compagnie aérienne desservant les Maldives, avec 30 vols hebdomadaires entre Malé et Colombo. La compagnie opère 258 vols par semaine vers 33 destinations situé dans 20 pays, couvrant ainsi les principales villes européennes, le Moyen-Orient, l'Inde, le Sud-Est asiatique et l'Extrême-Orient.

Destination de le SriLankan Airlines (incluant les destinations futures et saisonnières).
Sri Lanka
Destinations de la SriLankan Airlines

### Partage de codes
SriLankan Airlines partage ses codes avec les membres Oneworld suivants :
- Finnair[15]
- Japan Airlines
- Malaysia Airlines[16]
- Qantas [17]
- S7 Airlines[18]

Elle partage aussi ses codes avec les compagnies suivantes :
- Air Canada[19]
- Air India
- Asiana Airlines
- Cinnamon Air
- Etihad Airways[20],[21]
- Jetstar Asia Airways
- Oman Air
- Saudia

## Incidents et accidents
- En mai 1986, le vol 512 explose au sol à l'aéroport international Bandaranaike à Colombo, tuant 21 personnes parmi les 148 passagers et membres d'équipage présents à bord.